# 伊莎·古普塔
伊莎·古普塔（英語：Esha Gupta，1985年11月28日—）是印度电影女演員、模特儿和選美皇后。她的主要作品是寶萊塢电影。她較受歡迎的電影有《Jannat 2》、《Chakravyuh》、《Raaz 3D》、《Rustom》和《Baadshaho》等。

## 外部連結
- 伊莎·古普塔在互联网电影资料库（IMDb）上的資料（英文）
- 伊莎·古普塔的Instagram帳戶